# 湖西专区
湖西专区，山东省已撤消的行政区。1949年置。在今山东省西南部。
下辖单县、金乡、城武、鱼台、复程、巨野、嘉祥等县及单县城关区。专员公署驻单县。1950年撤销单县城关区。1952年由平原省划归山东省，同年撤销专区，辖县划归菏泽专区。